# Johann Caspar Goethe
Johann Caspar Goethe (29. července 1710, Frankfurt nad Mohanem – 25. května 1782, tamtéž) byl německý zámožný právník, císařský rada a osobnost výrazného rodu Goethů, již se výrazně zapsali do historie celého Německa. Jeho syn Johann Wolfgang von Goethe patří mezi přední představitele německé literatury a též i světové.

## Život
Narodil se do rodiny Friedricha Georga Götheho (1657–1730) a Cornelie Waltherové (1668–1754) jako nejmladší dítě.
Od roku 1730 studoval práva v Gießenu a od roku 1731 v Lipsku.
Dne 20. srpna 1748 se oženil s Catharinou Elisabethou Textorovou, dcerou starosty Johanna Wolfganga Textora.
Roku 1780 dostal mrtvici a následně zcela ochrnul. Zemřel 25. května 1782. Svému synu Johannu odkázal 9 0000 zlatých.